# La Lettre du musicien
La Lettre du musicien est une revue musicale française qui paraît mensuellement. Créée en 1984, elle est destinée aux professionnels de la musique classique, rend compte de l'actualité du secteur musical ainsi que de celui de la pédagogie dans ce domaine et publie des offres d'emploi.

## Historique

### Fondation
La Lettre du musicien est fondée en 1984 par Michèle Worms, à l'époque secrétaire générale de la rédaction de la revue Diapason, en accord avec la direction de cette revue. Chargée du courrier des lecteurs, elle se rendait compte que de nombreuses informations concernant les musiciens professionnels étaient inutilisées, car elles ne concernaient pas le public mélomane et surtout discophile de la revue.
À raison de quinze numéros par an, La Lettre du musicien est alors créée dans le but d’informer les musiciens d'orchestres, professeurs de conservatoires, responsables de structures musicales et autres professionnels du secteur.

### Développement
Peu à peu, La Lettre du musicien fidélise une large audience grâce à son indépendance et sa crédibilité. Elle augmente alors sa pagination et fait appel à des journalistes spécialisés. En 1987, La Lettre du musicien lance la revue annuelle Piano dont les 27 numéros parus sont aujourd'hui disponibles sur son site internet. En 2000, elle crée le grand prix lycéen des compositeurs afin d'initier chaque année des milliers de lycéens à la musique contemporaine. L'organisation du prix a été reprise il y a quelques années par l'association Musique nouvelle en liberté.

### Nouvelle équipe
En 2018, une nouvelle équipe reprend la rédaction et le développement du journal, avec à sa tête, un binôme composé d'Antoine Pecqueur, directeur de la rédaction, et Marie Hédin-Christophe, directrice générale. Coordonné par Antoine Pecqueur et Suzanne Gervais, le magazine décrypte l'actualité de la musique grâce à des enquêtes, reportages à l'international, portraits et interviews. Le journal s’intéresse autant à la vie des orchestres et des conservatoires qu'aux politiques culturelles, au marché de l'édition et des instruments de musique, aux nominations publiées en avant-première et aux informations juridiques.
Avec plus de 500 numéros publiés depuis sa création, La Lettre du musicien a conservé son public tout en ayant diversifié ses supports de diffusions (version papier, PDF et web accessibles depuis un site internet et une application mobile). Elle propose régulièrement des dossiers spéciaux, édite des livres et organise différents événements. Le journal fait également référence dans la publication d'offres d'emploi dans ce secteur, tant dans sa version papier que numérique.
En août 2022, Séverine Garnier remplace Antoine Pecqueur à la tête de la rédaction. Paraissent plusieurs enquêtes révélant des cas de violences sexistes et violences sexuelles en conservatoire et au sein d'ensembles de musique. En avril 2024, Jade Bourgery, journaliste d'investigation spécialisée dans ce genre d'affaires  intègre la rédaction.

## Contenu
Le contenu de La Lettre du musicien se répartit chaque mois sur différentes rubriques :
- Actualités (France et international)
- Orchestres et ensembles
- Instruments et éditions
- Pédagogie et conservatoires
- Point juridique
- Offres d'emploi
- Portrait double-vie
- Tribune

## Collaborateurs
Le journal repose sur de nombreux collaborateurs tels que : Johanna Bacouelle, Matthieu Charbey, Thierry Hilleriteau, Charlotte Landru-Chandès, Gabrielle Maréchaux, Alain Pâris, Marc Rouvé, Rachel Rowntree, Guillaume Tion, Laurent Vilarem…